# Nyctiophylax curvus
Nyctiophylax curvus is een fossiele soort schietmot uit de familie Polycentropodidae.